# New Holland (Ohio)
New Holland és una població dels Estats Units a l'estat d'Ohio. Segons el cens del 2000 tenia 785 habitants.

## Demografia
Segons el cens del 2000, New Holland tenia 785 habitants, 313 habitatges, i 220 famílies. La densitat de població era de 162,1 habitants/km².
Dels 313 habitatges en un 29,7% hi vivien nens de menys de 18 anys, en un 56,2% hi vivien parelles casades, en un 10,2% dones solteres, i en un 29,4% no eren unitats familiars. En el 25,6% dels habitatges hi vivien persones soles el 16% de les quals corresponia a persones de 65 anys o més que vivien soles. El nombre mitjà de persones vivint en cada habitatge era de 2,51 i el nombre mitjà de persones que vivien en cada família era de 3.
Per edats la població es repartia de la següent manera: un 24,5% tenia menys de 18 anys, un 8,2% entre 18 i 24, un 27,9% entre 25 i 44, un 23,4% de 45 a 60 i un 16,1% 65 anys o més.
L'edat mediana era de 37 anys. Per cada 100 dones de 18 o més anys hi havia 90,7 homes.
La renda mediana per habitatge era de 32.188 $ i la renda mediana per família de 36.696 $. Els homes tenien una renda mediana de 30.625 $ mentre que les dones 24.191 $. La renda per capita de la població era de 15.613 $. Aproximadament el 4,4% de les famílies i el 7,9% de la població estaven per davall del llindar de pobresa.

## Poblacions més properes
El següent diagrama mostra les poblacions més properes.